# Парисатида (жена Дария)
Парисатида — дочь Артаксеркса I и вавилонянки Андии.
Жена и сестра Дария II, мать Артаксеркса II, Кира, Остана, Оксатра и Амистры. Коварная и искусная в интригах женщина, которая при жизни мужа и сына пользовалась огромным влиянием. Среди всех своих сыновей она выделяла Кира, которого безуспешно пыталась возвести на престол. После смерти Кира жестоко отомстила всем причастным к его гибели людям, кроме самого Артаксеркса II. В частности, молодому персу Митридату, ранившему Кира броском дротика в висок, и царскому евнуху Масабату, который отсёк мертвому Киру голову и руку. Первый был подвергнут корытной казни, а со второго живьём содрали кожу.
В результате отравления своей невестки Статиры, Парисатида была отослана в Вавилон, однако скоро она возвратилась из ссылки и приобрела прежнее влияние на царя.
В честь Парисатиды назван астероид (888) Парисатида, открытый 2 февраля 1918 года немецким астрономом Максом Вольфом в Гейдельбергской обсерватории.